# Plagiognathus guttulosus
Plagiognathus guttulosus är en insektsart som först beskrevs av Reuter 1876.  Plagiognathus guttulosus ingår i släktet Plagiognathus och familjen ängsskinnbaggar. Inga underarter finns listade i Catalogue of Life.